# José Sarto
José Sarto Nogueira Moreira (Acopiara, 13 de fevereiro de 1959) é um médico e político brasileiro filiado ao Partido Democrático Trabalhista (PDT). Seu cargo público eletivo mais recente foi o de prefeito de Fortaleza, capital do estado do Ceará, entre 2021 e 2024.

## Origem e formação
José Sarto nasceu em Acopiara, município localizado no centro-sul do estado do Ceará, e é filho de Antônio Moreira de Oliveira e de Maria Alice Nogueira de Oliveira. Mudou-se com um ano de idade para a capital Fortaleza, onde estudou na rede pública municipal. Cursou e formou-se em medicina na Universidade Federal do Ceará, e atuou como estagiário nas áreas de ginecologia e obstetrícia no Jackson Memorial Hospital, em Miami, Flórida, nos Estados Unidos. Ingressou também no curso de Mestrado em ciência política no Instituto Superior de Ciências Sociais e Políticas, de propriedade da Universidade de Lisboa, em Portugal.

## Carreira política
Filiado ao Partido Democrata Cristão (PDC) desde 1985, Sarto ingressou na vida pública e candidatou-se a uma vaga de vereador na Câmara Municipal de Fortaleza em 1988, elegendo-se com 2.604 votos e assumindo o cargo no ano seguinte. Entre 1990 e 1992, ocupou a presidência do órgão. Já filiado ao Partido do Movimento Democrático Brasileiro (PMDB, onde posteriormente seria presidente do diretório municipal) foi reeleito em 1992 com 3.462 votos. Em 1994, concorreu a uma vaga de deputado estadual na Assembleia Legislativa do Ceará e foi eleito com 29.301 votos, o maior número do pleito.
Sarto chegaria a se candidatar para o mesmo cargo por mais seis vezes consecutivas: em 1998 (com 29.669 votos), em 2002 (com 24.766 votos), em 2006 (com 58.013 votos), em 2010 (com 65.282 votos), em 2014 (onde teve seu melhor desempenho, recebendo 85.310 votos) e em 2018 (com 68.937 votos). No pleito de 1998, ficou na primeira suplência, assumindo a vaga interinamente em virtude da nomeação do então deputado Mauro Benevides Filho para a Secretaria de Administração do Estado. Já em 2002, assumiu efetivamente em virtude da nomeação do deputado Francisco Aguiar para o Conselho do Tribunal de Contas dos Municípios do Estado do Ceará.
Filiou-se em 1999 ao Partido Popular Socialista (PPS), em 2005 ao Partido Socialista Brasileiro (PSB) e em 2013 ao Partido Republicano da Ordem Social (PROS). Desde 2016, está no Partido Democrático Trabalhista (PDT).
Durante sua legislatura na Assembleia, foi líder do governo do estado no mandato de Cid Gomes e vice-líder no mandato de Camilo Santana. No biênio 2011/2012, Sarto compôs a Mesa Diretora do órgão como primeiro vice-presidente, exercendo interinamente a presidência em janeiro de 2013 após seu antecessor Roberto Cláudio ser eleito e assumir a prefeitura de Fortaleza a partir daquele ano.
Em 1.º de fevereiro de 2019, foi eleito presidente da Assembleia Legislativa com votos de 45 dos 46 deputados estaduais para o biênio 2019/2020.

### Candidatura à prefeitura de Fortaleza (2020)
Em 10 de setembro de 2020, o PDT, através de debates virtuais, definiu José Sarto como seu candidato na eleição municipal de Fortaleza para assumir o cargo de prefeito a partir de 1.º de janeiro de 2021, e suceder Roberto Cláudio, também membro do partido e cabo eleitoral do futuro postulante. Para vice de chapa, foi escolhiho Élcio Batista, do PSB, ex-chefe de gabinete do governador do estado Camilo Santana. A convenção que oficializou sua candidatura ocorreu dois dias depois. PDT, PSB e outros dez partidos formaram a coligação "Fortaleza Cada Vez Melhor".
Ao final do primeiro turno da eleição, em 15 de novembro, Sarto obteve 35,73% dos votos válidos (equivalente a 457.622 eleitores) contra 33,32% do deputado federal Capitão Wagner (426.803 eleitores), com quem disputou o segundo turno. O pedetista terminou esta fase da campanha, em 29 de novembro, com 51,69% dos votos (668.652 eleitores) contra 48,31% (624.892 eleitores) de Wagner, elegendo-se o próximo prefeito de Fortaleza.

### Prefeitura de Fortaleza (desde 2021)
Após renunciar ao sétimo mandato de deputado estadual e ao cargo de presidente da Assembleia Legislativa do Ceará em 31 de dezembro de 2020, sendo sucedido interinamente por Fernando Santana, 1.º vice-presidente da Mesa Diretora, José Sarto foi empossado em 1.º de janeiro de 2021 com Élcio Batista como prefeito e vice-prefeito, respectivamente, em solenidade na Câmara Municipal de Fortaleza, onde também tomaram posse presidente, secretários e vereadores do órgão. Em seguida ocorreu no paço municipal Palácio do Bispo a transmissão de cargo com a presença de Roberto Cláudio, prefeito antecessor. Como cumprimento a um decreto do governo do estado de isolamento social para evitar aglomerações e consequente contágio de COVID-19 em meio à pandemia vigente da doença, as cerimônias foram adaptadas e não contaram com público.
Em 15 de abril, Sarto foi escolhido vice-presidente de Educação da Frente Nacional de Prefeitas e Prefeitos para o biênio 2021–23.